# Bandkeramik-Museum Schwanfeld

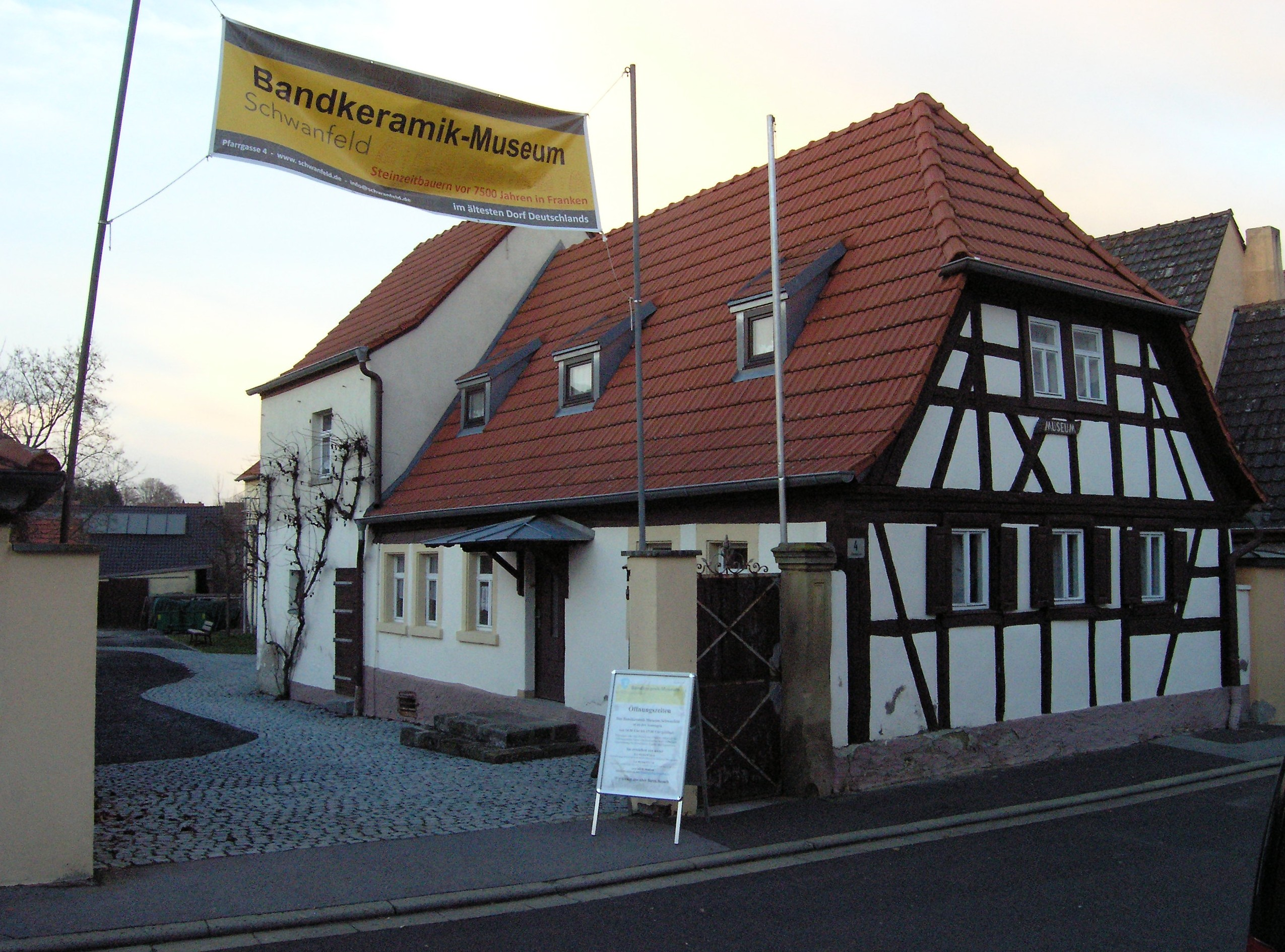
Bandkeramik-Museum Schwanfeld

Das Bandkeramik-Museum Schwanfeld ist ein den frühesten bäuerlichen Kulturen gewidmetes archäologisches Museum in Schwanfeld. Das Museum exponiert Artefakte der Bandkeramischen Kultur, die die erste archäologische Kultur des Neolithikums in Mitteleuropa (5500–2200 v. Chr.) darstellt. Es wurde am 16. Oktober 2010 im Fröhrshof, Pfarrgasse 4, eröffnet.  Die Kosten beliefen sich auf rund 360.000 Euro.

## Grabungsstätte

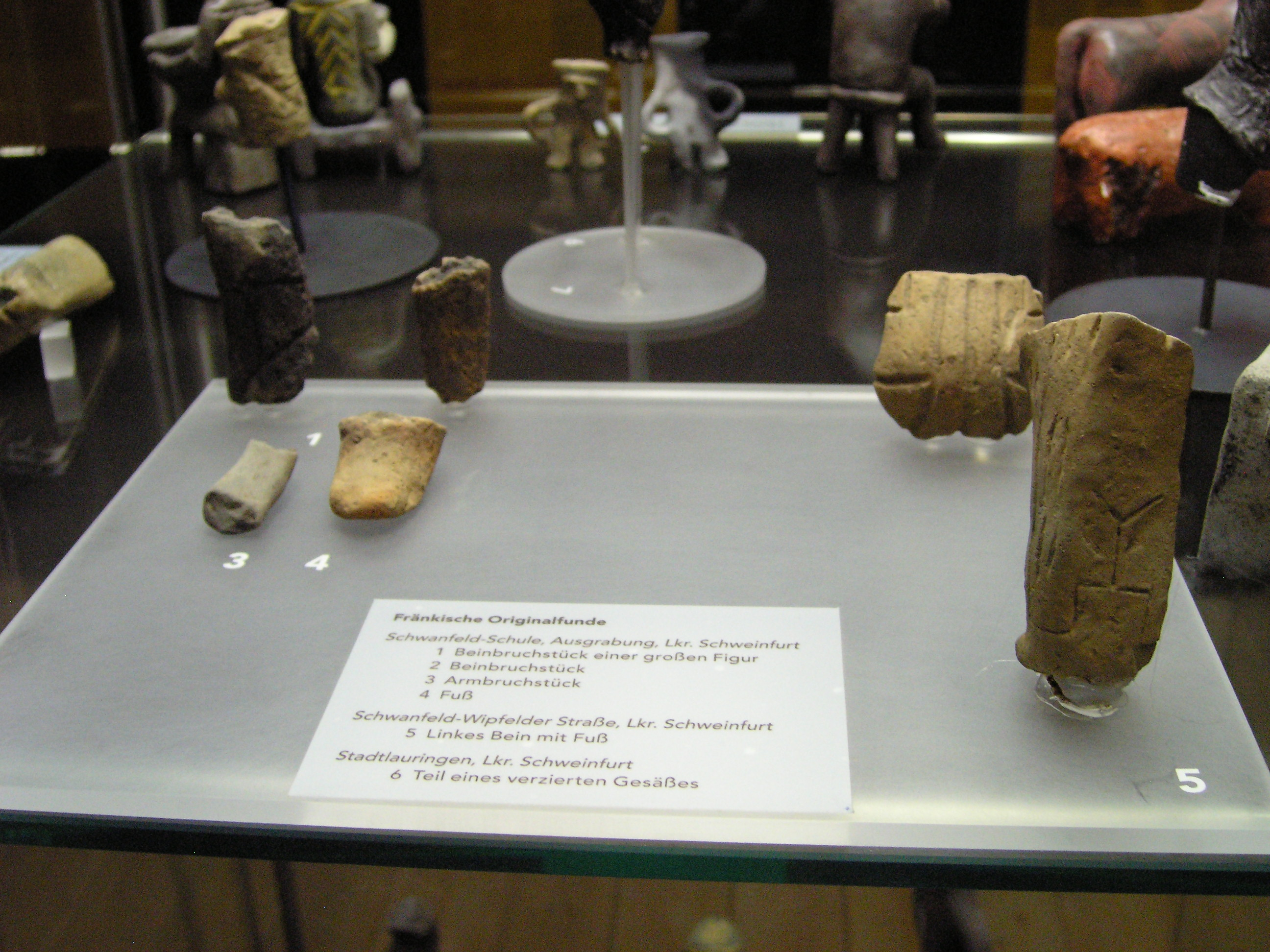
Fundstücke aus Schwanfeld

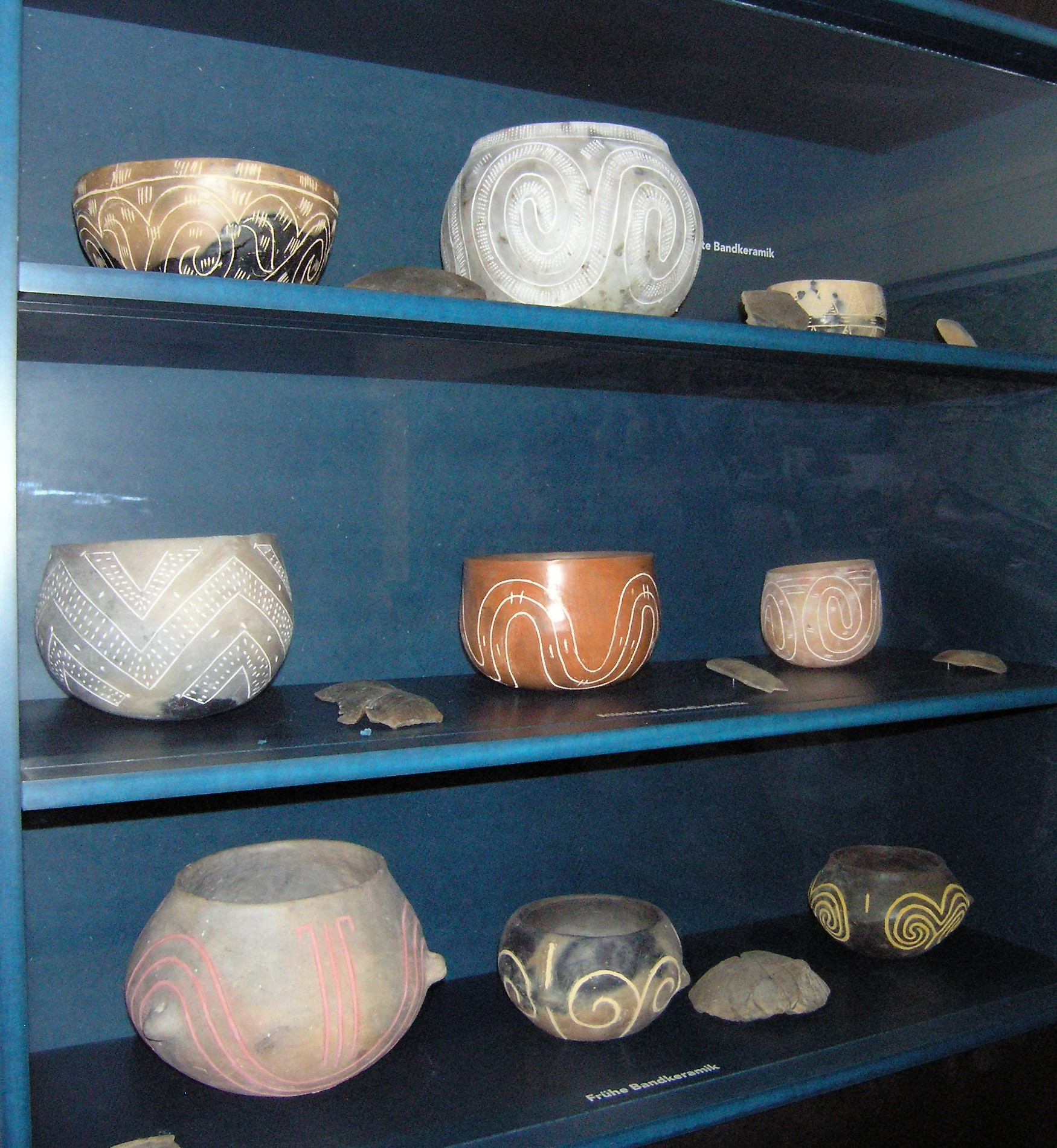
Original-Scherben mit den Repliken entsprechender ganzer Gefäße

Maßgebend waren die Arbeiten des Prähistorikers Jens Lüning. Er lieferte den Nachweis, dass  bei Schwanfeld (Ausgrabung Schule) um 5400 v. Chr. die bis dahin ältesten nachgewiesenen bandkeramischen Häuser in Deutschland erbaut worden waren. Dieses älteste Dorf, das bis 5300 v. Chr. existierte, bestand aus vier Höfen. Es wurde anschließend an einen Ort in der Nähe verlagert (Wipfelder Straße), wo es weitere 400 Jahre existierte. Am ersten Siedlungsplatz wurde das Grab eines etwa 25-jährigen Mannes ausgegraben, der um 5400 v. Chr. mit seiner Familie als Kind aus Böhmen nach Schwanfeld gekommen war und als ritueller Dorfgründer identifiziert werden konnte. Er wurde noch nach 450 Jahren als Gründungsahne verehrt, denn in dieser Spätzeit der Bandkeramik wurde ein etwa sechsjähriger Junge in der Ruine desjenigen Hauses, in dem der Dorfgründer als Kind gelebt hatte, beigesetzt. In dem jüngeren Dorf (Wipfelder Straße) wurde unmittelbar an der Ortsausfahrt Schwanfeld im Herbst 2014 beim Straßenbau eine Ausgrabung durchgeführt. Die Gesamtfläche dieses Dorfes beträgt etwa 8 ha.
Genetische Vergleiche von Mesolithikern und Angehörigen der frühen bäuerlichen Kulturen schließen eine Vermischung zwischen Angehörigen der Jäger und Sammler mit denen der Bauernkultur aus und sprechen demzufolge für eine Kolonisierung durch Bandkeramiker, die auch ihre Rinder mitbrachten. Die Kolonisten lassen sich dabei auf eine nahöstliche Herkunft zurückführen. Aufschlussreich waren die Belege für das zuvor unbekannte Hofplatzmodell als Prinzip für die nächsten 500 Jahre der bandkeramischen Kultur.

## Konzept

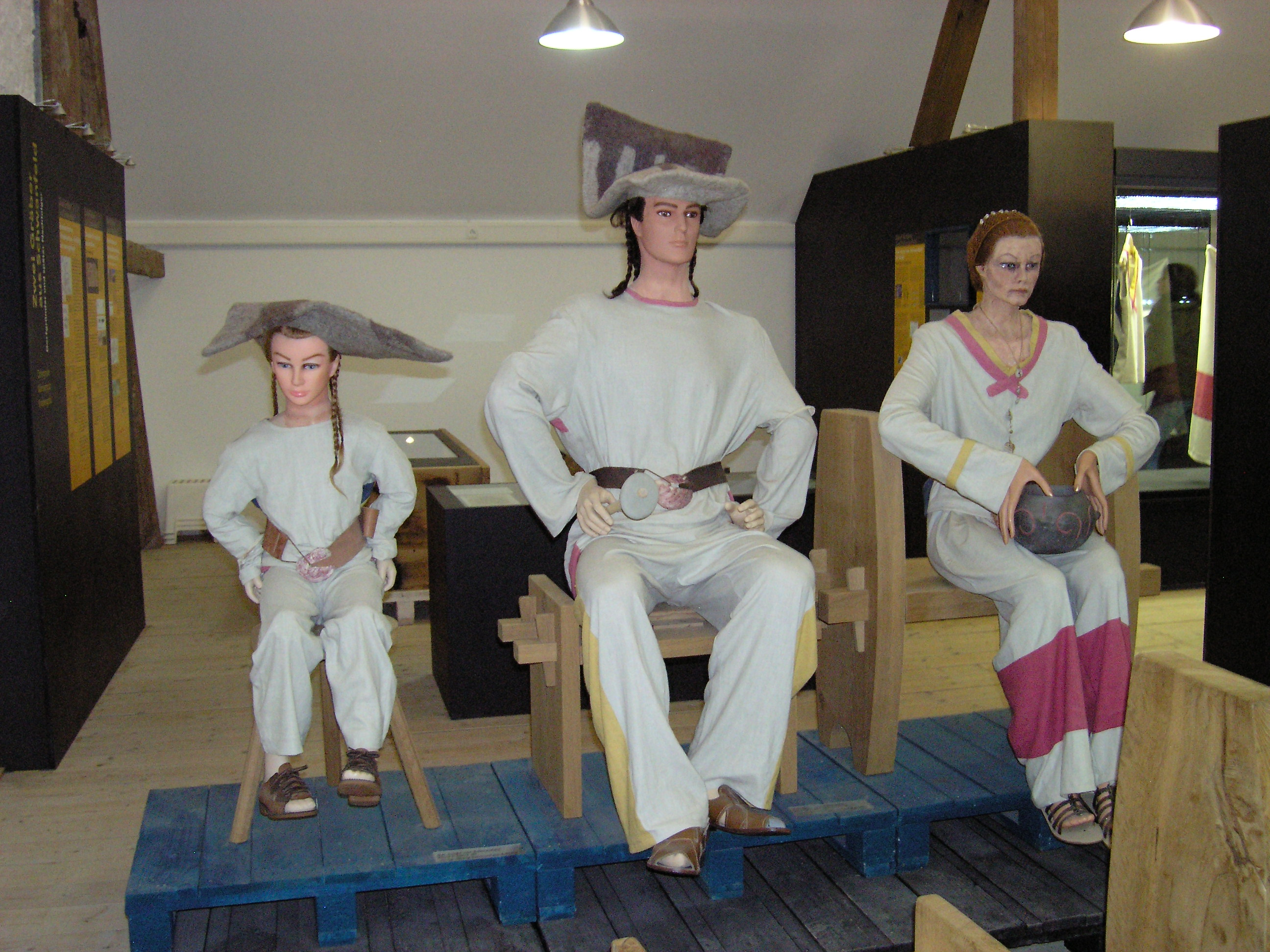
Nachbildung der Tracht einer Priesterfamilie in Anlehnung an Idolfiguren der Bandkeramischen Kultur

Das Konzept des Museums basiert auf der Verbindung von klassischer Darbietung der Exponate, die jedoch für die Besucher keinesfalls leicht zu begreifen und einzuordnen sind. Daher wurde für jede Vitrine ein Objekt, meist eine Kopie bereitgestellt, die das Erproben erlaubt („Mitmachmuseum“). Die Architektin Ursula Sauer-Hauck mit ihrem Projektbüro für kulturelles Design setzte die Ideen zur Erprobung von Gegenständen und Kleidungsstücken durch die Besucher in zwölf Themenbereichen um. Demzufolge wurden von den 1049 Feuersteinartefakten nur 16 ausgestellt.
Im Erdgeschoss geht es um die Entdeckung und die Ausgrabung der Fundstätte, dazu um die Klärung der Einwanderungshypothese neolithischer Bauern mit ihren Vieh- und Getreidearten. Der thematischen Hinführung dient ein Filmbeitrag.
Im Obergeschoss wird anhand von elf Themenkreisen auf 230 m² die 150-jährige Geschichte des Dorfes dargeboten. Dazu gehören Rodung und Siedlungsgründung, Existenzsicherung, Weizenanbau und ‑verarbeitung, Hausbau, Keramik, Kunst und Symbolwelt, Tonstatuetten und Ahnenkult, Ritualkleidung, Frisuren, Bestattungssitten, Kleider und Schmuck sowie Küche. Neben den Originalen aus Schwanfeld und von anderen Fundstätten der Bandkeramik werden Repliken eingesetzt, um das Verständnis der seinerzeitigen Kultur zu vertiefen. Dazu dienen auch Filme mit völker- und volkskundlichen Analogien.